# 秋田県立中央公園陸上競技場
秋田県立中央公園陸上競技場（あきたけんりつちゅうおうこうえんりくじょうきょうぎじょう）は、秋田県秋田市雄和の秋田県立中央公園内にある陸上競技場。秋田県総合公社が指定管理者として管理を行っている。

## 施設概要

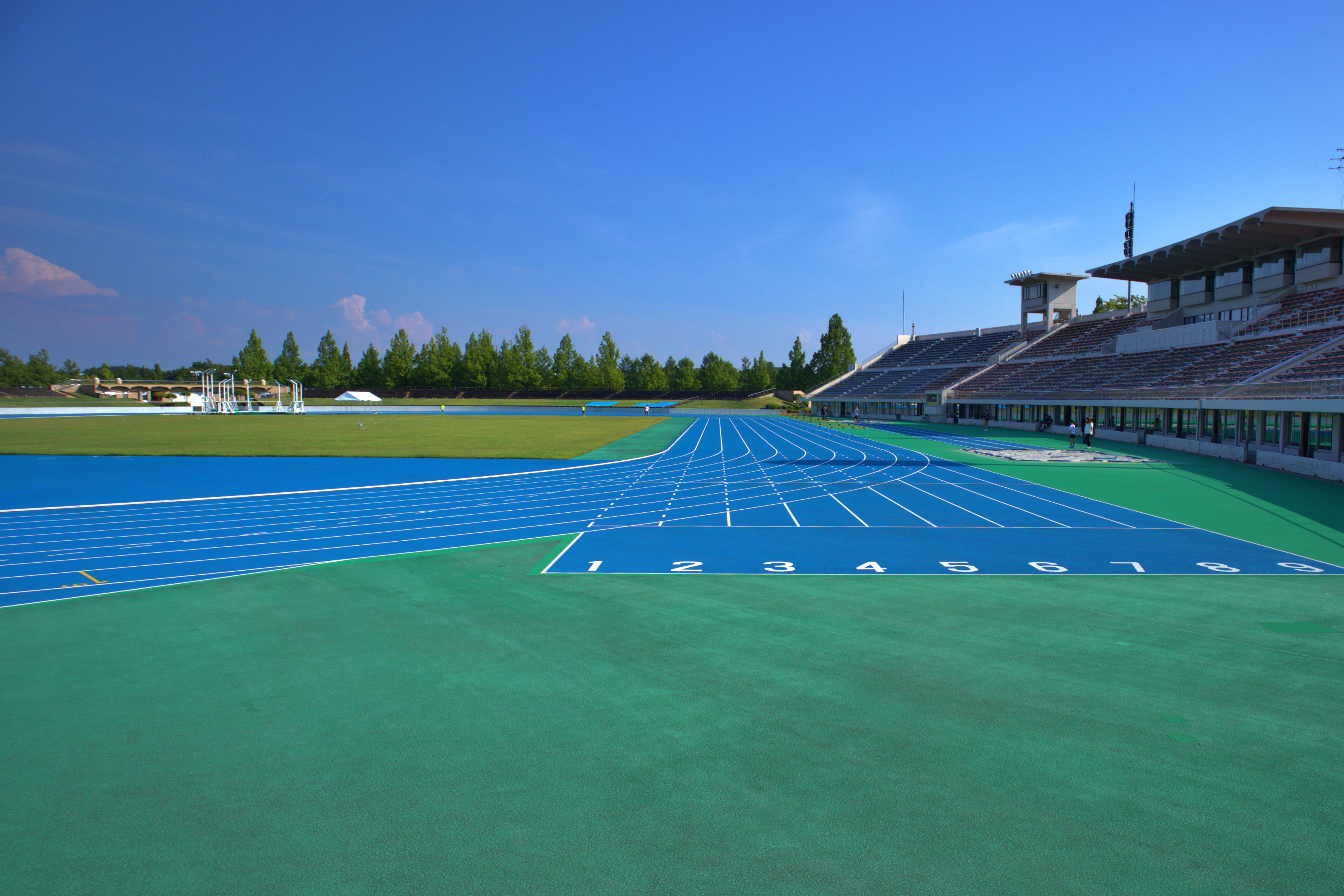
競技トラック

### メイン競技場
- 日本陸上競技連盟第1種公認
- 400mトラック×9レーン
- 収容人員・22,000人（メインスタンド・7,000人、ベンチ・5,686人、芝生席・9,314人）
- ナイター設備なし

### 補助競技場
- 日本陸上競技連盟第3種公認
- 400mトラック×8レーン、100m直線トラック×10レーン

### 投擲場
- 日本陸上競技連盟第3種公認
- 砲丸投げ1面（練習場4面）
- 槍投げ2面
- ハンマー・円盤投げ2面

## 歴史
- 1984年の昭和59年度全国高等学校総合体育大会（インターハイ）のために建設された。
- ワールドゲームズ2001の競技会場として使用された。
- 2007年の秋田わか杉国体では開閉会式、陸上競技が実施された。

## アクセス
- 秋田空港より車で5分。
- 東日本旅客鉄道（JR東日本） 奥羽本線 和田駅より車で約10分。